# Dinotettix africanus
Dinotettix africanus är en insektsart som först beskrevs av Bolívar, I. 1909.  Dinotettix africanus ingår i släktet Dinotettix och familjen torngräshoppor. Inga underarter finns listade i Catalogue of Life.